# Karin Wenger

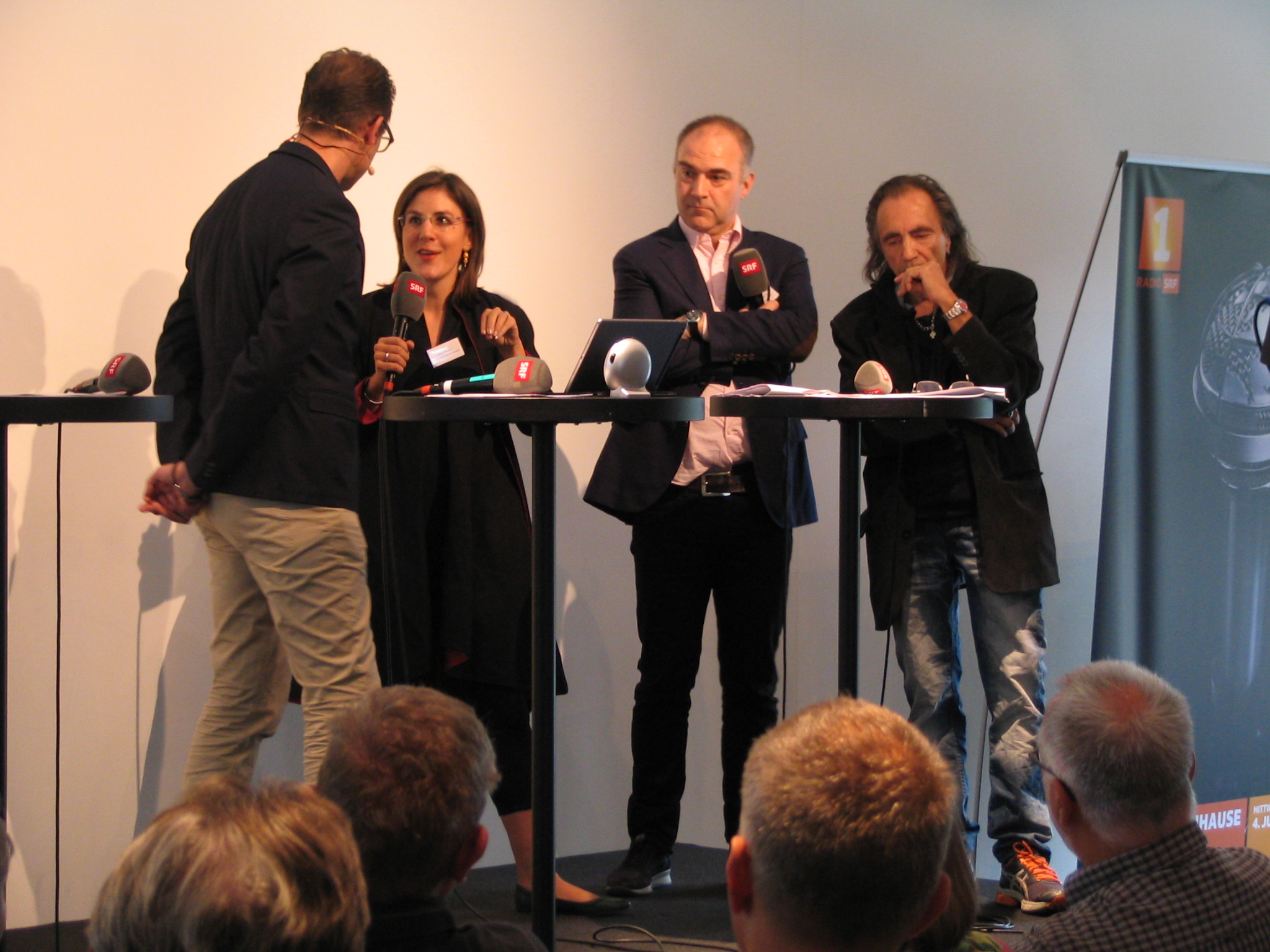
Karin Wenger bei einem Radiogespräch 2014 (zweite von links)

Karin Wenger (* 1979) ist eine Schweizer Journalistin und Auslandskorrespondentin für das Schweizer Radio und Fernsehen (SRF). Stationiert war sie zuerst in Indien, in Delhi, anschliessend in Thailand, in Bangkok.

## Leben
Karin Wenger ist in Bassersdorf aufgewachsen. Sie studierte Politik- und Kommunikationswissenschaften sowie Journalistik in Freiburg, in Irland und an der Universität Bir Zait im Westjordanland. Daneben arbeitete sie als Snowboardlehrerin in Grindelwald, als Kutscherin in Bern, als Gaucha in Argentinien, als Praktikantin in der UBS und als Friedensbeobachterin in Chiapas.
Von 2004 bis 2009 berichtete sie als freie Journalistin aus dem Nahen Osten, unter anderem für die Neue Zürcher Zeitung. In dieser Zeit entstand ihr Buch «Checkpoint Huwara – Israelische Elitesoldaten und palästinensische Widerstandskämpfer brechen das Schweigen». Vor dem syrischen Bürgerkrieg verbrachte sie ein halbes Jahr in Damaskus, um für NGOs mit Flüchtlingen an der irakisch-syrischen Grenze zu arbeiten. 2009 begann sie bei SRF und arbeitete bis 2016 in Indien als Südasien-Korrespondentin.
Wenger berichtete für SRF immer wieder von Kriegsschauplätzen. 2011 und 2012 war sie als Embedded Journalist mit der US-Armee im Afghanistan-Einsatz.
2022 legte sie eine Pause ein.

## Preise
- 2006: Zürcher Journalistenpreis für eine Reportage über die Beduinen in der Wüste Negev[1]
- 2008: Finalistin beim Hansel-Mieth-Reportagepreis mit einer Reportage über die Tagelöhner von Damaskus[1]

## Werke
- Checkpoint Huwara – Israelische Elitesoldaten und palästinensische Widerstandskämpfer brechen das Schweigen. Verlag Neue Zürcher Zeitung, Zürich 2008, ISBN 978-3-03823-408-1.
- Jacob der Gefangene. Eine Reise durch das indische Justizsystem. Matthes & Seitz, Berlin 2022, ISBN 978-3-7518-0800-2.
- Bis zum nächsten Monsun. Menschen in Extremsituationen. Stämpfli Verlag, Bern 2022. ISBN 978-3-7272-6094-0